# Eleventh Hour
Eleventh Hour é uma série de televisão estadunidense do gênero drama científico, baseada na série britânica de mesmo nome. Estreou na CBS em 9 de outubro de 2008, às 22h. A série é um joint venture entre a Jerry Bruckheimer Television, Granada Television International e Warner Bros. Television. No Brasil foi exibida de Janeiro a Março de 2010, nas noites de segunda-feira, às 23:15, pelo SBT.
Em Portugal a série é transmitida em exclusivo pelo canal de TV por subscrição MOV, às segundas-feiras às 22:30.

## Trama
Dr. Jacob Hood (Rufus Sewell), é um brilhante biofísico e Conselheiro Científico do FBI que é chamado para investigar crimes científicos. Hood é a última linha de defesa do governo, e é sua missão manter os avanços científicos fora das mãos de quem tem más intenções. A Agente Especial Rachel Young (Marley Shelton), uma guardiã executiva do FBI, é enviada para proteger Hood.
Entre o mistério dos casos a serem resolvidos e os dramas pessoais dos protagonistas estão as histórias de Eleventh Hour.

## Episódios
| Temporadas | Nº de episódios | Episódio de Início | Episódio de Fechamento | Estréia Original   | Estréia no Brasil         |
| ---------- | --------------- | ------------------ | ---------------------- | ------------------ | ------------------------- |
| 1          | 18              | Piloto             | Medea                  | 9 de Outubro, 2008 | 11 de Janeiro, 2010 (SBT) |